# Chiesa di San Francesco d'Assisi (Trento)
La chiesa di San Francesco d'Assisi è una chiesa di Gabbiolo, frazione di Trento. Edificata nel XVII secolo, è sussidiaria della parrocchia dei Santi Pietro e Andrea di Povo nell'arcidiocesi di Trento.

## Storia

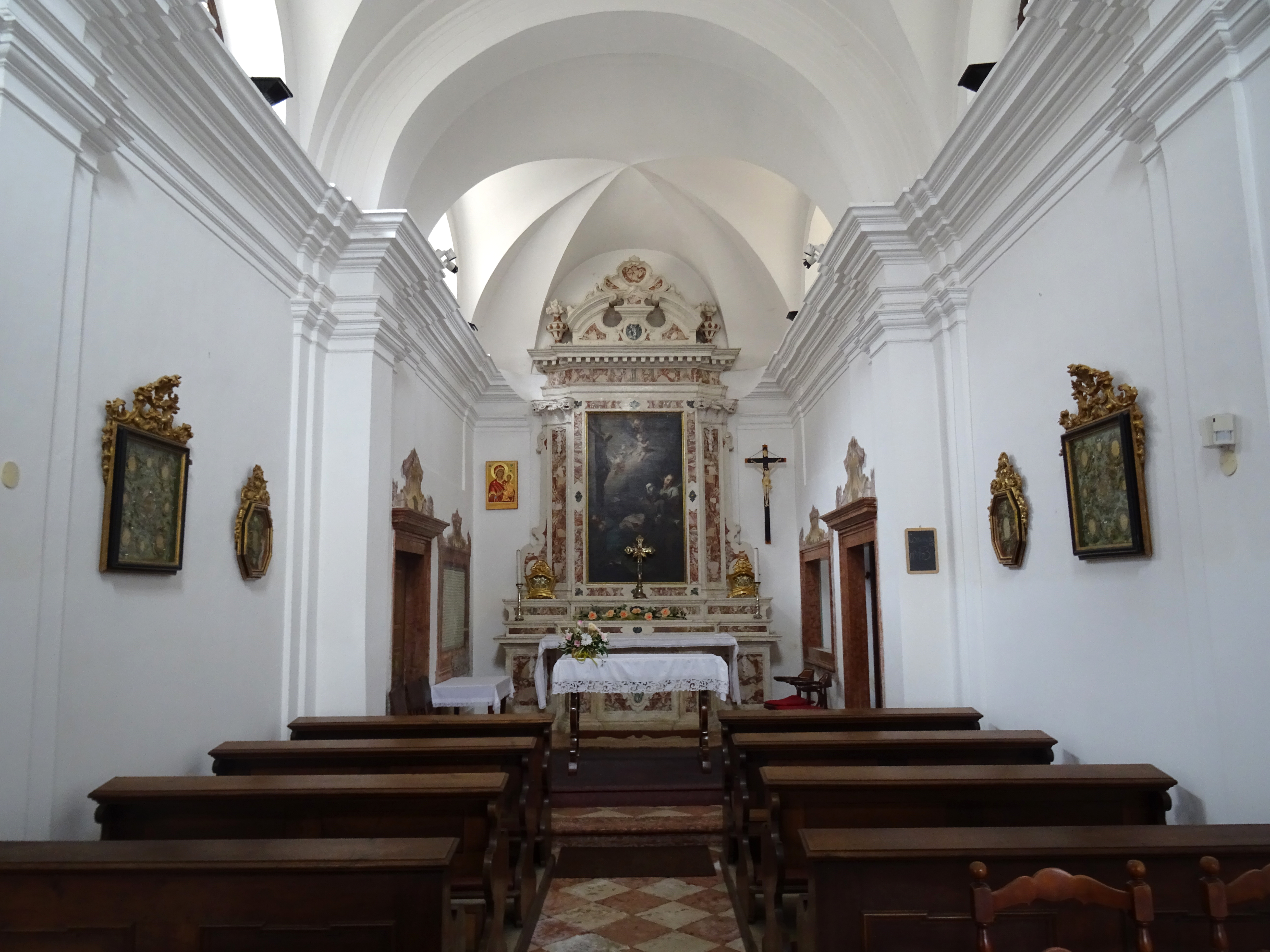
Interno

La chiesa fu eretta tra il 1738 e il 1748 dai Salvadori, famiglia trentina di mercanti-imprenditori, che fece le veci di Francesco Moser, mercante bolzanino, padre di Maria Elena (sposa di Valentino Salvadori). Il 18 agosto 1748 fu benedetta dal canonico della Cattedrale di San Vigilio Pantaleone Borzi. L'edificio è opera del muratore Giorgio Putzer, che eseguì i lavori su progetti attribuibili a Francesco Oradini.
Nel 1970 la chiesa fu donata dal barone Valentino Salvadori alla parrocchia di Povo.

## Descrizione

### Esterno
La facciata a capanna è aperta al centro dal portale d'ingresso architravato. Ai lati del portale sono presenti due piccole finestre rettangolari.

### Interno

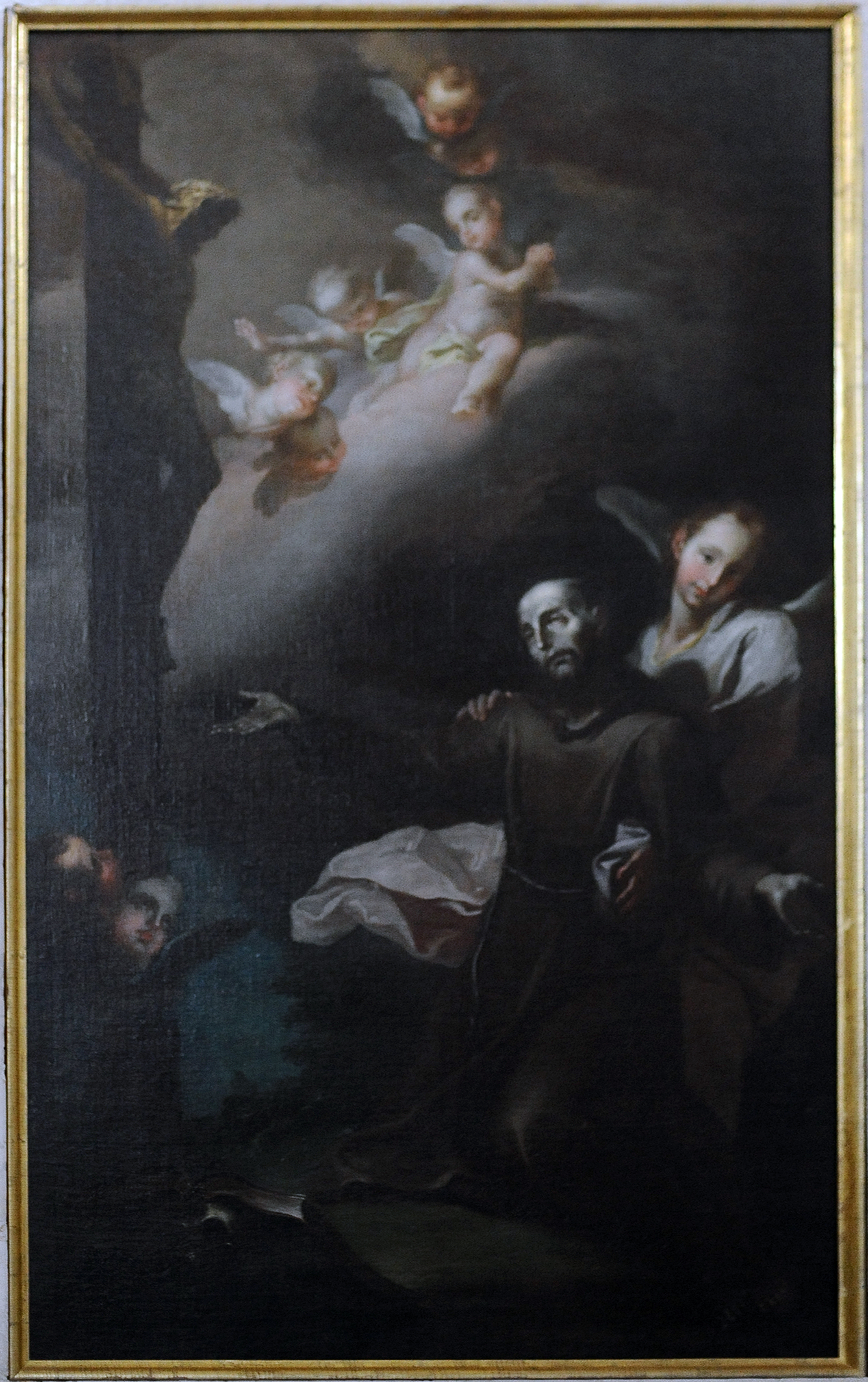
S. Francesco d'Assisi riceve le stimmate

L'interno, pavimentato a quadrotte di pietra calcarea bianca e rossa, è composto da un'unica navata suddivisa in due campate con presbiterio rialzato. Le pareti sono ornate da pitture di Pietro Antonio Bianchi.
La pala d'altare dai toni pastello raffigurante San Francesco d'Assisi stigmatizzato, attribuita da Nicolò Rasmo a Karl Henrici, fu realizzata negli anni Sessanta del 1700.